# احمد جباری
احمد جباری (زادهٔ ۱۳۴۶ در بستک) چهره سیاسی اصولگرا و نماینده حوزه انتخابیه بندرلنگه، بستک و پارسیان در دوره هشتم، نهم، یازدهم و دوازدهم مجلس شورای اسلامی است.
وی دارای کارشناسی حقوق و ارشد عمران است و پیش از نمایندگی مجلس رئیس هیئت مدیره شرکت توسعه گردشگری ایران و ریاست هلال احمر بستک را برعهده داشته‌است...
جباری در هشتمین دوره انتخابات مجلس شورای اسلامی که سال ۱۳۸۶ برگزار شد از حوزه انتخابیه شهرستان‌های بندرلنگه، بستک و پارسیان در غرب هرمزگان کاندیدا شد و با کسب ۵۰٬۷۸۸ رأی حائز اکثریت آراء شد و توانست به جای سیدعبدالله حسینی که پنج دوره نماینده غرب هرمزگان بود به مجلس راه یابد.
وی سال ۱۳۹۰ در انتخابات دوره نهم مجلس شورای اسلامی بار دیگر از از حوزه غرب استان هرمزگان کاندیدا شد با کسب ۵۶۰۰۰ رأی توانست بار دیگر به مجلس راه پیدا کند.
جباری توانست بار دیگر در سال ۱۳۹۸ با ۳۰ هزار رای به عنوان سومین دوره نمایندگی غرب هرمزگان از مردم حوزه خود رای اعتماد کسب کند،‌ احمد جباری در اسفند ۱۴۰۲ بار دیگر با شرکت در انتخابات دوازدهمین دوره مجلس توانست با تکیه بر اقدامات مهم زیرساختی و عمرانی که در دوره یازدهم مجلس در حوزه خود انجام داده بود، با ۳۹۰۰۰ رای به عنوان چهارمین دوره نماینده مردم حوزه غرب هرمزگان شود که نشان از محبوبیت وی در میان مردم حوزه انتخابیه اوست.